# Deklarace nezávislosti Státu Izrael
Deklarace nezávislosti (hebrejsky הכרזת העצמאות‎, Hachrazat ha-acma'ut) Izraele je oficiální oznámení, že nový židovský stát, nazvaný Stát Izrael (Medinat Jisrael‎), byl formálně založen v části oblasti dříve známé jako Britský mandát Palestina, v místech, kde se dříve nacházelo království Izraelské, Judské a Judea. Stát Izrael byl vyhlášen pouze na oblastech přidělených mu plánem OSN na rozdělení Palestiny (území Izraele se později zvětší jako důsledek války za nezávislost v roce 1948).
Některými pozorovateli bylo vyhlášení nezávislosti nazýváno jako „Třetí židovské společenství“. „První židovské společenství“ skončilo zničením Šalamounova chrámu roku 586 př. n. l., druhé zničením Druhého chrámu v roce 70 n. l. a porážkou povstání Bar Kochby Římskou říší roku 135 n. l.

## Historické pozadí

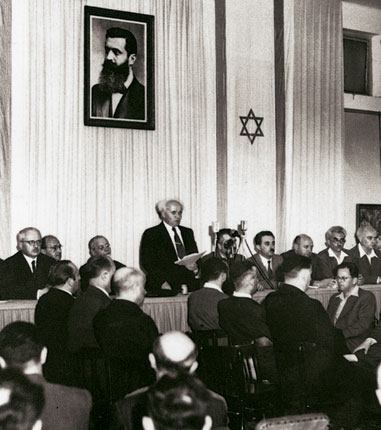
David Ben Gurion (první ministerský předseda Izraele) veřejně čte Deklaraci nezávislosti Státu Izrael 14. května 1948 v Tel Avivu v Izraeli na fotografii Rudiho Weissensteina.

Deklarace nezávislosti Státu Izrael byla veřejně přečtena, o půlnoci před vypršením Britského mandátu, 14. května 1948 v Tel Avivu. Poté, co David Ben Gurion přečetl deklaraci nezávislosti, rabín Fishman pronesl modlitbu Šehechejanu a deklarace byla podepsána. Slavnostní ceremonie byla zakončena zpěvem izraelské hymny Hatikvy.
Návrh deklarace byl sepsán během předcházejících měsíců a výsledná verze byla výsledkem kompromisu mezi různými skupinami izraelské veřejnosti. 14. května 1948 se Židovská národní rada (Va'ad le'umi) sešla před Tel Avivským muzeem umění a potvrdila vyhlášení nezávislosti.
Nicméně „12. května byla svolána židovská národní správa, aby rozhodla zda přijmout americký návrh na příměří nebo vyhlásí nový stát. Proběhlo hlasování a rozhodnutí okamžitě vyhlásit nezávislost bylo podpořeno šesti z deseti hlasů“.
S ohledem na převážně levicové cítění vedoucích představitelů sionistického hnutí a faktickou neexistenci aristokraticky privilegované složky žido-palestinského obyvatelstva byla zvolena jako forma uspořádání nového útvaru republika. Oficiální název Medinat Jisra'el byl upřednostněn před dalšími zvažovanými, jimiž byly Medinat Jehuda (Stát Judsko), odkazující na předbabylonské a makabejsko-herodovské dědictví, a Medinat Cijon (Stát Sijón), reflektující existenci státu coby důsledku sionistického úsilí a znějící revolučně a sekulárně oproti oběma předchozím variantám. Pojem Izrael odkazoval na první židovské historické, nerozdělené království a působil univerzálněji, obyvatelé tak nemuseli být nutně zváni Židé či Sionisté, kdežto citlivěji Izraelci.
Nový stát a jeho vláda byla uznána de facto o několik minut po vyhlášení Spojenými státy americkými a o tři dny později pak Sovětským svazem. Nicméně mnoho dalších států bylo proti, zejména pak arabských.
Deklarace byla napsána ve stylu připomínající rezoluce OSN. Začíná preambulí, která vysvětluje důvody deklarace a právo Židů na nezávislý stát.

## Signatáři
Jako vůdce jišuvu byl David Ben Gurion první osobou, která podepsala Deklaraci nezávislosti. Byl následován těmito lidmi:
Danijel Auster, Jicchak Ben Cvi, Mordechaj Bentov, Elijahu Berligne, Fritz Bernstein, Rachel Kohen-Kagan, Elijahu Dobkin, Rabi Jehuda Lejb Fischman, Rabi Wolf Gold, Me'ir Grabovsky, Dr. Avraham Granovsky, Jicchak Gruenbaum, Rabi Kalman Kahana, Eli'ezer Kaplan, Avraham Kacnelson, Sa'adja Kobaši, Moše Kolodny, Rabbi Jicchak-Me'ir Levin, Me'ir David Loewenstein, Cvi Lurie, Golda Meyersonová, Nachum Nir, David Cvi Pinkas, Felix Rosenblueth, David Remez, Berl Repetur, Cvi Segal, Mordechaj Šatner, Ben-Cijon Sternberg, Bechor-Šalom Šitrit, Chajim-Moše Šapira, Moše Šaret, Herzl Vardi, Me'ir Vilner, Zerach Warhaftig a Aharon Cizling

## Uznání Izraele
11 minut poté, co byla podepsána Deklarace nezávislosti, v 18:00 (čas ve Washingtonu D.C.) 14. května 1948, formálně uznaly Spojené státy americké vznik Státu Izrael. Následovali je Írán, Guatemala, Nikaragua a Uruguay. Sovětský svaz uznal Stát Izrael 17. května 1948 a byl následován Polskem, Československem, Jugoslávií, Irskem a Jihoafrickou republikou.